# Dibroommethaan
Dibroommethaan is een halogeenalkaan met als brutoformule CH2Br2. Het is een kleurloze tot lichtgele vloeistof met een lage viscositeit. De stof wordt gebruikt als oplosmiddel en in organische syntheses.

## Synthese
Dibroommethaan wordt gesynthetiseerd uit een reactie van bromoform, natriumarseniet en natriumhydroxide:
{\displaystyle {\ce {CHBr3 + Na3AsO3 + NaOH -> CH2Br2 + Na3AsO4 + NaBr}}}
De directe synthese uit methaan en broom levert een mengsel op van mono-, di-, tri- en tetrabroommethanen. Dit is moeilijker te scheiden.

## Toxicologie en veiligheid
De stof ontleedt bij verhitting, bij verbranding of bij contact met hete oppervlakken, met vorming van giftige en irriterende dampen, onder andere waterstofbromide.
Dibroommethaan kan effecten hebben op het zenuwstelsel en het bloed, met als gevolg gestoorde werking en binding van koolstofmonoxide aan het hemoglobine. Blootstelling kan het bewustzijn verminderen en leiden tot duizeligheid, slaperigheid en zelfs bewusteloosheid. Bij herhaalde blootstelling aan de stof kan ze ook effecten hebben op de lever en de nieren.